# Магрупов, Асадулла Икрамович
Асадулла́ Икра́мович Магру́пов (1910—1965) — советский учёный, доктор медицинских наук (1949), профессор (1950); Заслуженный врач Узбекской ССР (1956), Заслуженный деятель науки Узбекской ССР (1959).

## Биография
Родился 30 октября 1910 г. в Ташкенте в семье бедняка. Узбек.
В 1935 г. окончил Ташкентский медицинский институт. В 1950—1958 гг. заведовал кафедрой патологической анатомии Самаркандского медицинского института, одновременно в 1954—1958 гг. — декан лечебного факультета.
В 1958—1965 гг. — профессор кафедры патологической анатомии Ташкентского медицинского института; одновременно — проректор по научной работе (1959—1960), декан лечебного факультета (1962—1964). Организатор и первый председатель Узбекского республиканского научного общества патологоанатомов (1961).
Умер 28 октября 1965 г. после тяжёлой продолжительной болезни.

## Научная деятельность
В 1940 г. защитил кандидатскую, в 1949 г. — докторскую диссертацию. Автор более 100 научных работ по краевой патологии Узбекистана, 3 оригинальных учебных пособий для практических занятий на узбекском языке.
Им изучена и впервые описана патологическая анатомия Джойлангарского энцефалита, полиомиелита, алиментарного токсикоза с энцефалитом (триходесмотоксикоза).
Подготовил 2 докторов и 8 кандидатов наук.
Сочинения:
- Патологическая анатомия джойлангарского энцефалита [Текст] / А. И. Магрупов, проф. д-р мед. наук ; Под ред. проф. Я. Я. Гордона. - Ташкент : Госиздат УзССР, 1951. - 232 с. : ил.; 23 см.
- Патологическая морфология алиментарного токсикоза (с энцефалитом) в Узбекистане [Текст] / Проф. А. И. Магрупов. - Ташкент : Узмедгиз, 1959. - 175 с. : ил.; 23 см.
- Руководство к практическим занятиям по общей патологической анатомии [Текст] : [перевод с узбекского] / К. Н. Долинская, А. И. Магрупов. - Ташкент : Медгиз УзССР, 1963. - 240 с. : ил.; 22 см.
- Патологическая анатомия полиомиелита [Текст] : (по материалам вспышки 1959 г. в г. Ташкенте) / А. И. Магрупов, Э. С. Касымходжаев, В. А. Алимов. - Ташкент : Медгиз УзССР, 1963. - 160 с., 18 л. ил.; 22 см.